# Edmond était un âne
Pour plus de détails, voir Fiche technique et Distribution.
Edmond était un âne est un court métrage d’animation franco-canadien réalisé par Franck Dion, et produit par Franck Dion, Richard Van Den Boom et Julie Roy.

## Synopsis
Edmond n’est pas comme les autres. Petit homme discret, marié à une femme attentionnée et employé efficace, il n’en ressent pas moins pleinement sa différence. Lorsque des collègues, par moquerie, l’affublent d’un bonnet d'âne, il a soudainement la révélation de sa vraie nature... et s’il semble s’épanouir dans sa nouvelle identité, celle-ci creuse toutefois entre lui et les autres un fossé d’incompréhension, qui va s’élargissant jusqu’à devenir infranchissable.

## Fiche technique
- Titre : Edmond était un âne
- Réalisation : Franck Dion
- Scénario : Franck Dion
- Producteur : Franck Dion, Julie Roy et Richard Van Den Boom
- Musique originale : Pierre Caillet, interprétée par le Quatuor Modigliani et Sandrine Gianola
- Montage : Franck Dion
- Animation : Gilles Cuvelier, Samuel Guénolé, Gabriel Jacquel et Claire Trollé
- Studio : Papy3D Productions, Arte France et Office national du film du Canada
- Pays d'origine :  France et  Canada
- Durée : 15 minutes
- Date de sortie : 4 juin 2012

## Distribution

### Voix off françaises
- Bérangère Bonvoisin
- Benoist Brione
- Gaëtan Gallier
- Patrick Bouchitey

### Voix off anglaises
- Kathleen Fee
- Richard Dumont
- Kent McQuaid
- Daniel Brochu

## Distinctions

### Récompenses
- Prix Spécial du Jury à Annecy 2012
- Bravo!FACT Award for Best Canadian Short à Toronto 2012
- Prix du meilleur film - compétition internationale à Tokyo Short Short 2012
- 2e Meilleur Court Métrage pour 18+ ans / Prix ANEC à Giffoni
- Meilleur court-métrage d'animation au Festival Alpinale Nenzing 2012*
- Mention spéciale du Jury à Animasyros 2012
- Gold Plaque for Animated Short à Chicago 2012
- Metrange Beaumarchais au Courtmétrange de Rennes 2012
- Mention spéciale au Tindirindis de Vilnius 2012
- Mention spéciale à Espinho Cinanima 2012
- Mikeldi d'argent pour l'animation au Festival international du documentaire et du court-métrage de Bilbao (Zinebi) 2012
- Prix La Vague du meilleur court métrage international au FICFA 2012 de Moncton
- Prix de la Liberté du Jury Jeune au festival de Villeurbanne 2012
- Meilleure Animation Internationale au Sydney Flickerfest 2013
- Grand Prix national et Prix meilleur scénario au Festival Regard 2013

### Nominations
- Nommé aux Canadian screen awards 2013, catégorie meilleur film d'animation
- Nommé aux Lutins du court métrage 2013, catégorie meilleur film d'animation*
- Nommé aux César 2013, catégorie meilleur film d'animation